# Spółgłoska zwarto-szczelinowa
Spółgłoski zwarto-szczelinowe (afrykaty) powstają, gdy w pierwszej fazie artykulacji dochodzi do blokady przepływu przez jamę ustną i nosową (zwarcia), po czym tworzy się dostatecznie wąska szczelina, by powstał szum, tarcie. 
Różnica między spółgłoską zwarto-szczelinową a sekwencją spółgłoski zwartej i szczelinowej polega na tym, że w spółgłosce zwarto-szczelinowej element szczelinowy całkowicie zastępuje plozję.

## Lista afrykat
- [p͡f] – wargowo-zębowa bezdźwięczna – niemieckie pf
- [t͡s] – dziąsłowa bezdźwięczna – polskie c, włoskie z w wyrazie grazia
- [d͡z] – dziąsłowa dźwięczna – polskie dz, włoskie z w wyrazie mezzo
- [t͡ɬ] – dziąsłowa boczna bezdźwięczna – np. tl w języku nawaho
- [d͡ɮ] – dziąsłowa boczna dźwięczna – dl w języku nawaho
- [t͡ʃ] – zadziąsłowa bezdźwięczna – polskie cz, angielskie ch, czeskie č
- [d͡ʒ] – zadziąsłowa dźwięczna – polskie dż, angielskie j
- [t͡ɕ] – dziąsłowo-podniebienna bezdźwięczna – polskie i serbsko-chorwackie ć
- [d͡ʑ] – dziąsłowo-podniebienna dźwięczna – polskie dź, serbsko-chorwackie đ
- [k͡x] – miękkopodniebienna bezdźwięczna – k w szwajcarskiej odmianie języka niemieckiego
- [q͡χ] – języczkowa bezdźwięczna – np. w języku wolof i językach didojskich